# Liste der Talsperren und Stauseen in Kap Verde
Diese Liste der Talsperren und Stauseen in Kap Verde führt die Talsperren bzw. Stauseen in der westafrikanischen Inselrepublik Kap Verde auf.
Die meisten seiner neun Stauseen befinden sich auf der größten und mit Abstand bevölkerungsreichsten Insel Santiago. Alle wurden von der staatlichen Wasser- und Abwasserbehörde Agência Nacional de Água e Saneamento (ANAS) betrieben. Die Behörde entstand 2013, im Zuge einer neu gefassten staatlichen Wasserstrategie, und sie löste das vorherige Instituto Nacional de Gestão de Recursos Hídricos (INGRH) ab. Die Regierung will jedoch die Verwaltung der Stauseen dem Unternehmen Água de Rega übertragen, einer 2020 geschaffenen Aktiengesellschaft mit ungarisch-kapverdischem Kapital und vollständigem Aktienbesitz des kapverdischen Staates. 2023 wurden bereits zwei Stauseen von der Água de Rega verwaltet.
Die Frage der Stauseen sind in Kap Verde ein Politikum. Den Befürwortern gelten sie als ein potentieller Motor für wirtschaftliche Impulse, als ein fortschrittliches Mittel im Kampf gegen den Klimawandel und die Anpassung an ihn, und als eine Möglichkeit zur Steigerung der Nahrungsmittelproduktion in einem Land, das den ganz überwiegenden Teil seiner Lebensmittel importieren muss. Die Gegner sehen in ihnen ein misslungenes und überdimensioniertes Projekt, das an der Realität vorbei geplant wurde, oder auch als Symbol für Verschwendung von Steuergeldern und ein Betätigungsfeld für korrupte Politiker.
In der portugiesischen Sprache bezeichnet Barragem sowohl eine Talsperre als auch einen Stausee.

## Geschichte

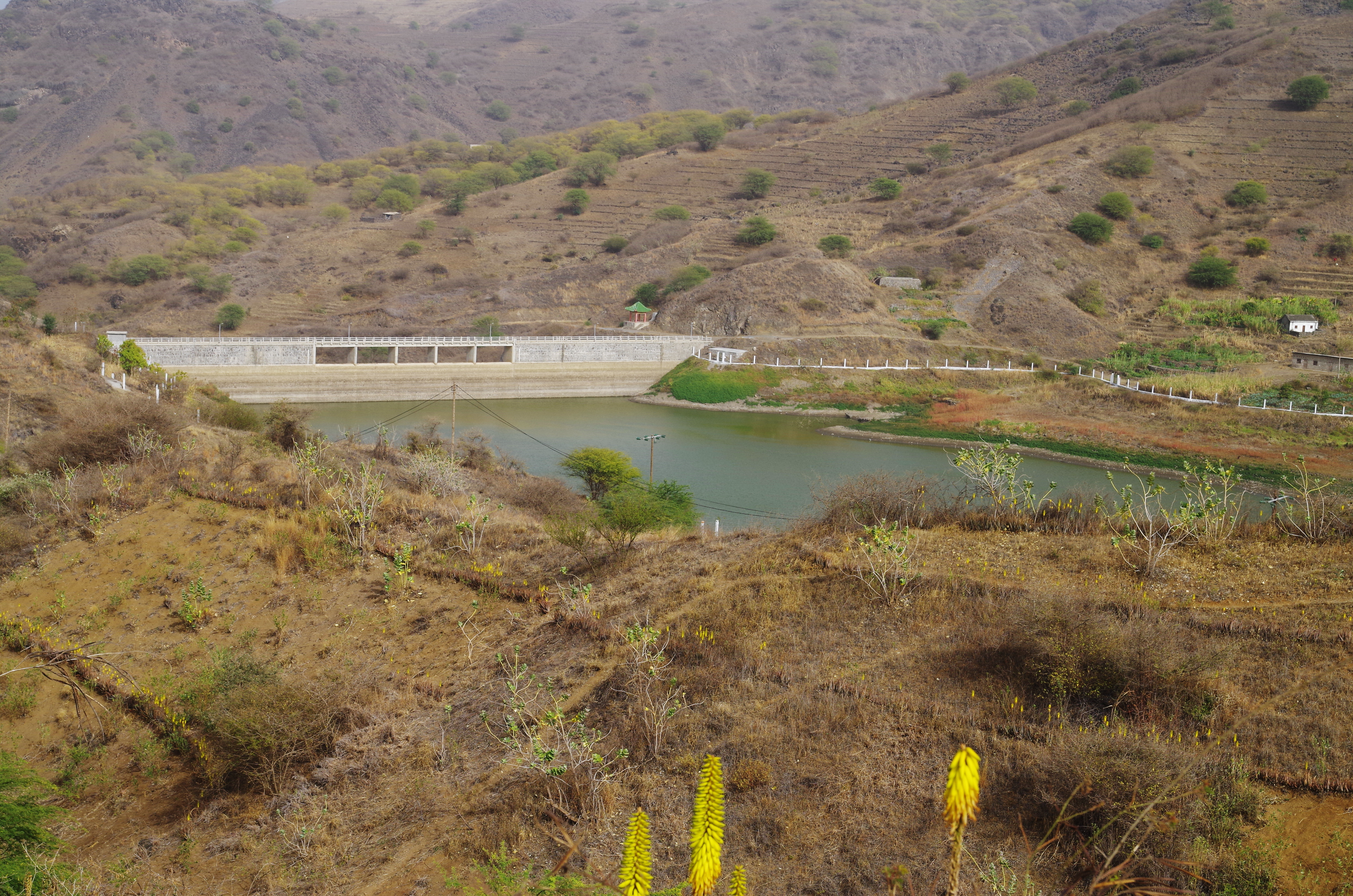
Die vergleichsweise kleine Barragem de Poilão war 2006 der erste Stausee auf den Kapverdischen Inseln.

Die Kapverdischen Inseln sind generell außerordentlich wasserarm. Es fällt wenig Niederschlag und es gibt keine Quellflüsse. Von den zwei Flüssen Ribeira da Paúl und Ribeira da Torre auf der vergleichsweise wasserreichen Insel Santo Antão abgesehen verfügten die Kapverden über keine ganzjährig wasserführenden Fließgewässer. Nach der Unabhängigkeit Kap Verdes von Portugal 1975 wurden mehrfach Überlegungen zur Lösung des Problems angestellt. 2006 entschloss sich die Regierung, mit Hilfe der Volksrepublik China Staudämme zu bauen, um den Regen aufzufangen. Häufig bringen Regenfälle Zerstörungen mit sich, wenn die Wassermassen vom trockenen Boden nicht aufgenommen werden können und vielfältige Schäden anrichten bevor sie ungenutzt ins Meer abfließen. Staudämme sollten diese Probleme minimieren und für eine größere Versorgungssicherheit an Wasser und Agrarproduktion sorgen.
Eine erste Studie wies geeignete Orte auf den Inseln aus, und die Regierung plante den Bau von 17 Staudämmen. Im Zuge ihrer neugefassten Wasserstrategie 2013 verständigte sie sich dann in ihrem nunmehr mit portugiesischer Hilfe finanzierten Wasserförderungsprogramm auf jene 17 Stauseen, dazu 29 kleine Staumauern (genannt Dique, Deiche) und über 70 Brunnenbohrungen. 2006 wurde mit der Barragem do Poilão im Kreis São Lourenço dos Órgãos der erste Stausee eröffnet. Es folgten weitere, in der 2013 erarbeiteten neuen Wasserstrategie aus dem vorherigen Programm übernommene oder umgeplante und nun auch mit portugiesischer Hilfe gebaute Stauseen. Nach neun errichteten Stauseen wurde das Programm 2016, nach einem Regierungswechsel, politisch ausgesetzt. Grund dafür waren u. a. Mehrkosten für erste Reparaturen und Diskussionen über nötige neue Investitionen, um einige Stauseen zu verbessern, nachdem aufgestautes Regenwasser dort ungenutzt im porösen vulkanischen Boden versickerte. Während die verantwortliche frühere Regierungspartei PAICV die neue Regierung der Vernachlässigung der Staudämme bezichtigte und auf eine verbesserte Wasserversorgung und eine gesteigerte landwirtschaftliche Produktion und damit mehr einheimische Nahrungsmittelsicherheit verwies, kritisierte die neue Regierungspartei MpD weniger die grundsätzliche Idee von Stauseen in Kap Verde als vielmehr ihre zu hohe Zahl und die von ihr als ineffizient angesehene Durchführung. Kritisiert wurde insbesondere eine als zu gering angesehene Wasserausbeute bei sieben der neun Stauseen, und man brachte Zweifel an einer angemessenen Kosten-Nutzen-Relation vor, inklusive einer Berechnung eines Anteils von unnötig verschwendeten 5,7 Mio. Euro von den insgesamt 39,2 Mio. Euro Ausgaben für die neun Stauseen. Auch internationale Studien, vor allem von portugiesischen Universitäten, beschäftigen sich seither mit dem kapverdischen Stauseeprogramm und untersuchen es hinsichtlich des Nutzens oder Schadens für die Bevölkerung, der Auswirkung auf die Umwelt, der Finanzierung und deren Folgen, und der Aussichten für eine eventuelle Weiterführung der ursprünglichen Pläne, stets mit differenziertem, also weder ausschließlich positivem noch uneingeschränkt negativem Ergebnis.

## Liste
| Stausee                 | Eröffnungsjahr | Höhe Staumauer | Stauvolumen (max.) in Mio. m³ | Insel       | Kommune                           | Foto |
| ----------------------- | -------------- | -------------- | ----------------------------- | ----------- | --------------------------------- | ---- |
| Barragem do Poilão      | 2006           | 26             | 1,2                           | Santiago    | São Lourenço dos Órgãos           |      |
| Barragem de Salineiro   | 2013           | 26             | 0,562                         | Santiago    | Ribeira Grande de Santiago        |      |
| Barragem da Faveta      | 2013           | 30             | 0,536                         | Santiago    | São Salvador do Mundo             |      |
| Barragem de Saquinho    | 2013           | 33,9           | 0,563                         | Santiago    | Assomada, Santa Catarina          |      |
| Barragem Principal      | 2013           |                | 0,540                         | Santiago    | São Miguel                        |      |
| Barragem de Flamengos   | 2013           |                | 0,852                         | Santiago    | Calheta de São Miguel, São Miguel |      |
| Barragem Figueira Gorda | 2014           |                | 1,819                         | Santiago    | Santa Cruz                        |      |
| Barragem Canto Cagarra  | 2014           | 32             | 0,420                         | Santo Antão | Vale da Garça, Ribeira Grande     |      |
| Barragem Banca Furada   | 2015           | 41,5           | 0,3                           | São Nicolau | Vale de Fajã, Ribeira Brava       |      |